# ابن بلبان الحنبلي
شَيْخُ الْإِسْلَامِ شَمْسُ الدِّينِ أَبُو عَبْدِ اللَّهِ مُحَمَّدُ بْنُ بَدْرِ الدِّينِ بْنِ عَبْدِ الْقَادِرِ بْنِ مُحَمَّدِ بْنِ بَلْبَانَ الْبَعْلِيُّ الدِّمَشْقِيُّ الصَّالِحِيُّ الْخَزْرَجِيُّ الْحَنْبَلِيُّ ويُعرف اختصارًا بـ ابن بلبان الحنبلي (1006 – 9 رجب 1083هـ / 1598 – 30 أكتوبر [تشرين الأول] 1672م) مُحدِّث وفقيه حنبلي.
نشأ ابن بلبان في دمشق سنة 1006هـ/1598م وبدأ بتعلم علم الحديث فأخذ من أهل بعلبك ودمشق وتعلَّم الفقه عند فقهاء دمشق.
تولى ابن بلبان خطابة جامع الحنابلة بدمشق وتولى الإفتاء حتى وفاته.
تُوفِي ابن بلبان بدمشق في 9 رجب 1083هـ/30 أكتوبر (تشرين الأول) 1672م وكانت جنازته حافلة جدًّا. أجمع كل من ترجم لابن بلبان بوصفه بالعلم والاشتغال به ووصفه أيضًا بالزهادة والصلاح والعبادة.

## عصره

### الحالة السياسية

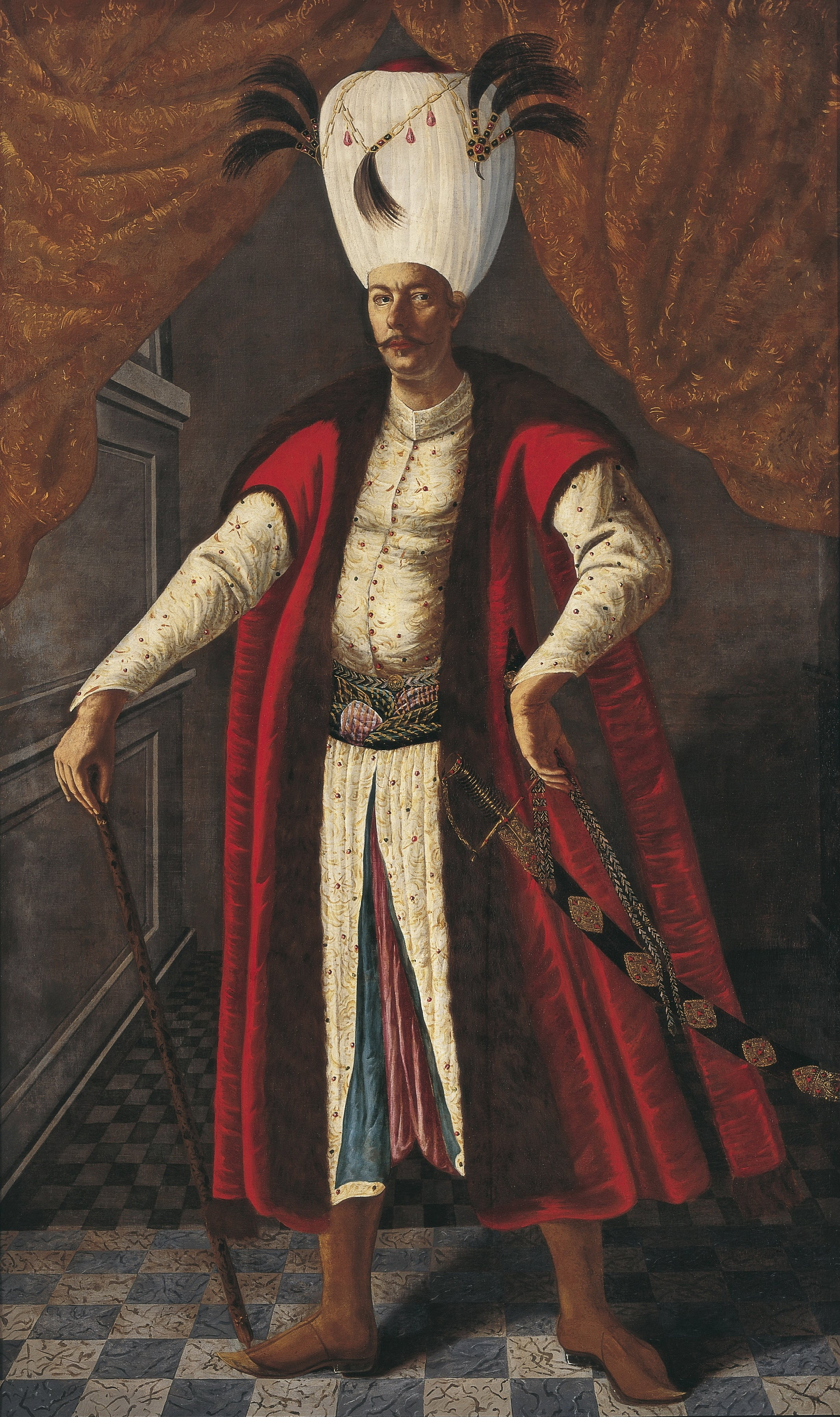
لوحة زيتية بخط رسام مجهول للسلطان محمد خان الرابع في فترة شبابه سنة 1682م، عاصر ابن بلبان فترة السلطان محمد الرابع لأكثر من 20 سنة.

عاش ابن بلبان في الشام التي كانت تخضع للحكم العثماني، وشهدت الدولة العثمانية في تلك الحقبة فترةً من الركود بسبب صرف غنائم حروب السلطان سليمان القانوني من قبل سلاطين خلفه في المفاخرة بالصرف والتغالي في الزهو والترف، وبسبب تخلي السلاطين عن قيادة الفتوحات وتخليهم عن حضور مجالس الديوان وجعل الأمرين بإدارة المسؤولين لديهم نتج من ذلك استغلال المسؤولين لمناصبهم من أجل إشباع مصالحهم الشخصية، وحكم في هذه المدة ثمانية عشر سلطانًا منهم من قام بإصلاحات تعطي للدولة حيوية ومنهم من قام بأعمال الفساد؛ وعاصر ابن بلبان سبعة سلاطين منهم وهم: محمد الثالث (1003 – 1012هـ) وأحمد الأول (1012 – 1026هـ) ومصطفى الأول (1026 – 1027هـ / 1031 – 1032هـ) وعثمان الثاني (1027 – 1031هـ) ومراد الرابع (1032 – 1049هـ) وإبراهيم الأول (1049 – 1058هـ) ومحمد الرابع (1058 – 1099هـ).

### الحالة الاجتماعية
كانت الدولة العثمانية متعددة القوميات لكونها دولة مترامية الأطراف واستطاعت هذه القوميات الحفاظ على هويتها الأصيلة وأُسسها وذلك في عدم اتباع العثمانيين لسياسة هضم القوميات، وبالرغم من أن العنصر العربي كان هو السائد في الشام إلا أن الوظائف كان أغلب من يمتهنها من أصول رومية واقتصر مهنة المحليين من الشام في الإفتاء، وقد عان أهل الشام من ظلم الإنكشارية فقد مارسوا كثيرًا من الظلم وابتزاز بالأموال حتى اضطر بعض ولاة الشام إلى طردهم من المدن لضجِّ الناس منهم، وبشكلٍ عام ينقسم المجتمع في الدولة العثمانية إلى طبقتين، تشمل الطبقة الأولى الإداريين والقوات المُسلَّحة ورجال الدين وتتميز هذه الطبقة باستثناءها عن الإنتاج ودفع الضرائب، تشمل الطبقة الثانية الرعية وهي التي تقوم بالإنتاج ودفع الضرائب؛ وكان ابن بلبان ينتمي إلى الطبقة الأولى لكونه من رجال الدين.

### الحالة الثقافية
كان مذهب أحمد بن حنبل منتشرًا في بلاد الشام ومصر والعراق وكان الحنابلة يتواجدون كثيرًا في الشام ومن مدنها: دمشق وحلب وبعلبك وقليلًا ما يتواجدون في مصر والعراق، لذلك كان الناس من البلدان الأخرى يدرسون المذهب عند فقهاء الشام وخاصةً حنابلة أهل نجد الذين ذهب عدد منهم إلى الشام ليتعلموا الفقه، ولكن المذهب الحنبلي كان في فترة اضمحلال بسبب ميل كثير منهم إلى تمذهب مذهب أبي حنيفة النعمان الذي كان يعتنقوه سلاطين الدولة العثمانية وقضاتها، وعاش ابن بلبان في مرحلة استقرار المذهب الحنبلي ويُعدُّ من طبقة المتأخرين من الحنابلة التي بدأت بعد وفاة علاء الدين المرداوي في سنة 885هـ واقتصرت هذه الطبقة في توضيح واختصار وتنقيح وتعليق وشرح أصول وأحكام المذهب؛ ومن أبرز أعلام الحنابلة في هذه الفترة إلى جانب ابن بلبان: يوسف بن عبد الهادي (ت 909هـ) وموسى الحجاوي (ت 968هـ) ومحمد بن أحمد الفتوحي (ت 972هـ) ومرعي بن يوسف الكرمي (ت 1033هـ) ومنصور بن يونس البهوتي (ت 1051هـ).

## نشأته

### اسمه
هو:
أخطأ الزركلي في اسم جد ابن بلبان فأطلق عليه اسم عبد الحق بدلًا من عبد القادر وقد اتفقت المصادر على أن اسم جده عبد القادر وذكرت أخرى اسم جده بلبان اختصارًا، وأخطأ ابن عثيمين في اسم والد ابن بلبان فجعل عبد القادر والدًا له توهُّمًا منه أن لقب بدر الدين يرجع إليه فذكر اسمه: «شمس الدين بن بدر الدين، محمد بن عبد القادر»، ويلُقَّب ابن بلبان بلقبين هما: شمس الدين وشيخ الإسلام، ويرجع نسبه إلى قبيلة الخزرج القحطانية وهذا قول الحموي، وذكر محب الدين الخطيب في تحقيقه لكتاب كشف المخدرات نسب ابن بلبان وأضاف في نسبه جدٌ باسم إبراهيم بعد جده محمد دون ذكر مصدره.

### مولده

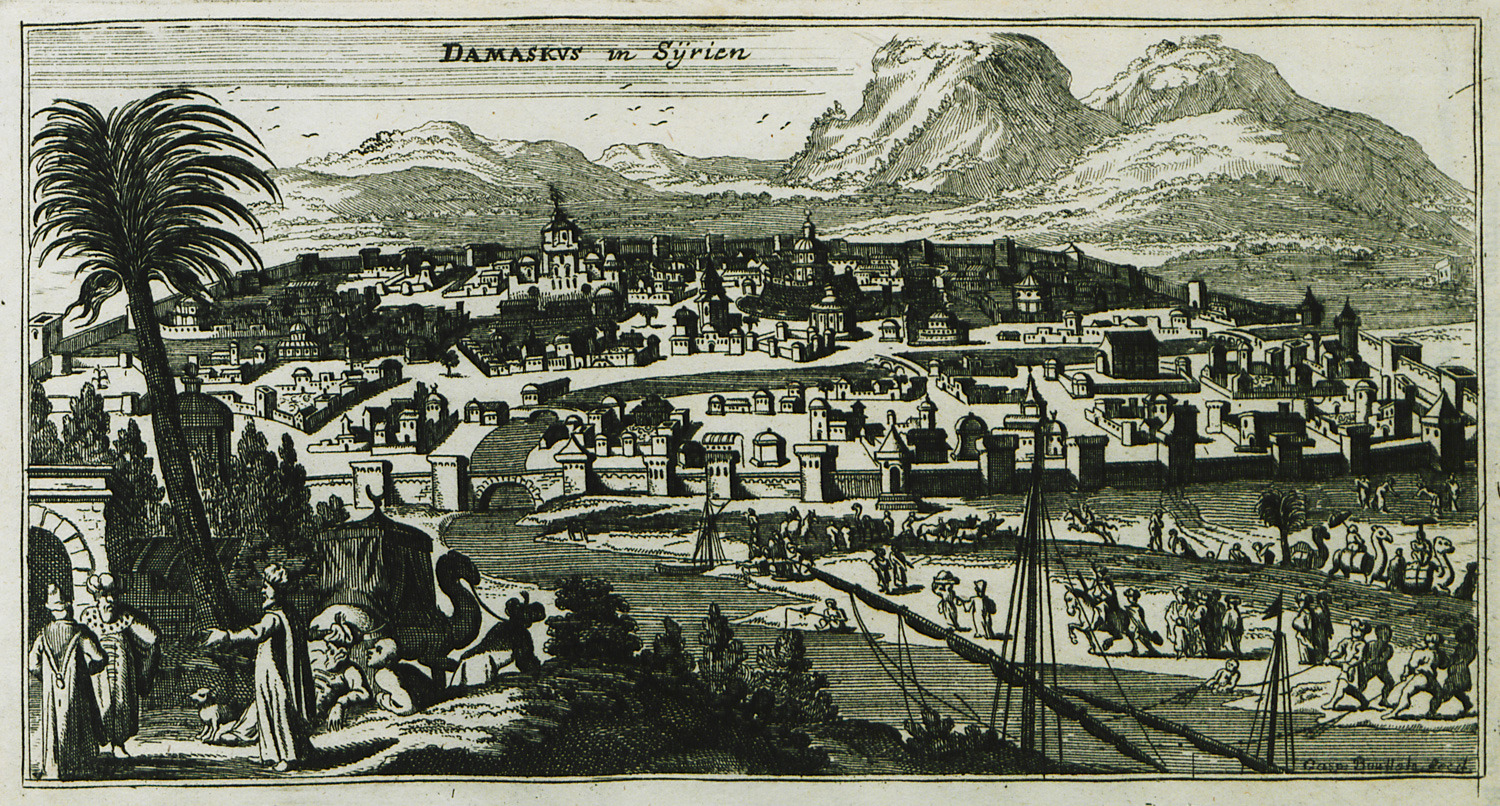
مدينة دمشق حسب وصف ونقش يعقوب بيترز عندما زارها سنة 1690م

لا تُعرف حالة أسرة ابن بلبان ولكن ذكر تلميذه محمد بن فضل الله المحبي أن أصول ابن بلبان ترجع إلى مدينة بعلبك واصفًا: «البعلي الأصل» مما يُرجَّح أن أسرته كانت تسكن بعلبك ثم سافرت إلى دمشق، وُلِد ابن بلبان بدمشق سنة 1006هـ/1598م ظنًا منه، وقيل تحديدًا بحي الصالحية. في وقت ولادة ابن بلبان شهدت دمشق فترة ازدهار واستقرار نتيجة إصلاحات الدولة العثمانية للمدينة من ناحية إدارية واقتصادية، ونتج من ذلك حياة علمية مستقرة في مجال الفقه الإسلامي وبرز في ذلك المجال فقهاء الحنفية والشافعية، في حين اختفى دور المالكية والحنابلة بسبب غياب الأسر العلمية منهم وتمذهُب كثيرًا من أفرادها لمذهب أبي حنيفة فلم يبقى من المذهبين إلا أفراد معدودين، ومن الذين برزوا في المذهب الحنبلي بدمشق قبل ابن بلبان هما: الحجاوي وابن فقيه فصة.

## طلبه للعلم
تعلَّم ابن بلبان علم الحديث وبدأ أولًا بأهل بعلبك وسمع منهم ثم أخذ من أهل دمشق وذكر أبي المواهب الحنبلي في مشيخته أن ابن بلبان بدمشق سمع من الشهاب العيثاوي والشمس الميداني، وتعلَّم الفقه على عددٍ من العلماء وذكرهم الحموي في كتابه فوائد الارتحال وهم: الشهاب أحمد بن علي المفلحي والشهاب العيثاوي والشمس الميداني والنجم الغزي وغيرهم، ولَازَم أحمد بن أبي الوفاء الشهير بالوفائي فأخذ منه الفقه والحديث وتعلم منه فقه المذاهب الأربعة الأخرى.

## أعماله

### الإفتاء والخطابة
تولَّى ابن بلبان خطابة جامع الحنابلة بدمشق وكان الناس يقصدون الجامع للصلاة خلفه، وذكر المحبي أن ابن بلبان تولَّى الإفتاء حتى وفاته ولكنه لم يذكر مكان الإفتاء، ولم يمتهن ابن بلبان أكثر من ذلك، ويذكر مصطفى بن فتح الله الحموي أن الوزير محمد باشا الكوبريللي عندما قدم إلى دمشق عائدًا من رحلة الحج، لَازَم ابن بلبان وعرض عليه وظائف نافعة لكنه لم يقبل.

## مؤلفاته
صنَّف ابن بلبان عددًا من الكتب في مختلف العلوم الشرعية وألَّف في الفقه والعقيدة والتجويد وبعضها مطبوعة والآخر مفقودة، وأشهر مؤلفاته هو كتاب أخصر المختصرات فقد حظي هذا الكتاب مكانة مرموقة عند المتأخرين من الحنابلة حتى أصبح من المتون المعتمدة في المذهب، وذلك من قول ابن بدران في حاشيته: «وهو من المتون المعتمدة في المذهب»، وأمَّا باقي مصنفاته فلم تنل تلك المكانة التي نالها الأخصر وله من المُصنَّفات:
- كافي المبتدي
- مختصر الإفادات في ربع العبادات والآداب وزيادات
- قلائد العقيان في اختصار عقيدة ابن حمدان
- أخصر المختصرات
- رسالة في قراءة عاصم
- بغية المستفيد في أحكام التجويد
- الرسالة في أجوبة أسئلة الزيدية
- الآداب الشرعية
- منسك الحج[ز]

## شيوخه
تتلمذ ابن بلبان على عددٍ من علماء بعلبك ودمشق من مختلف مجالات العلوم الشرعية في الفقه وعلم الحديث وقد وصف تلامذته شيوخه في مواضع على كتبهم ومن مشايخه:
- الشهاب العيثاوي
- الشمس الميداني
- الشهاب أحمد بن علي المفلحي
- النجم الغزي
- أحمد بن أبي الوفاء الوفائي
- القاضي محمود بن عبد الحميد الحميدي

## تلاميذه

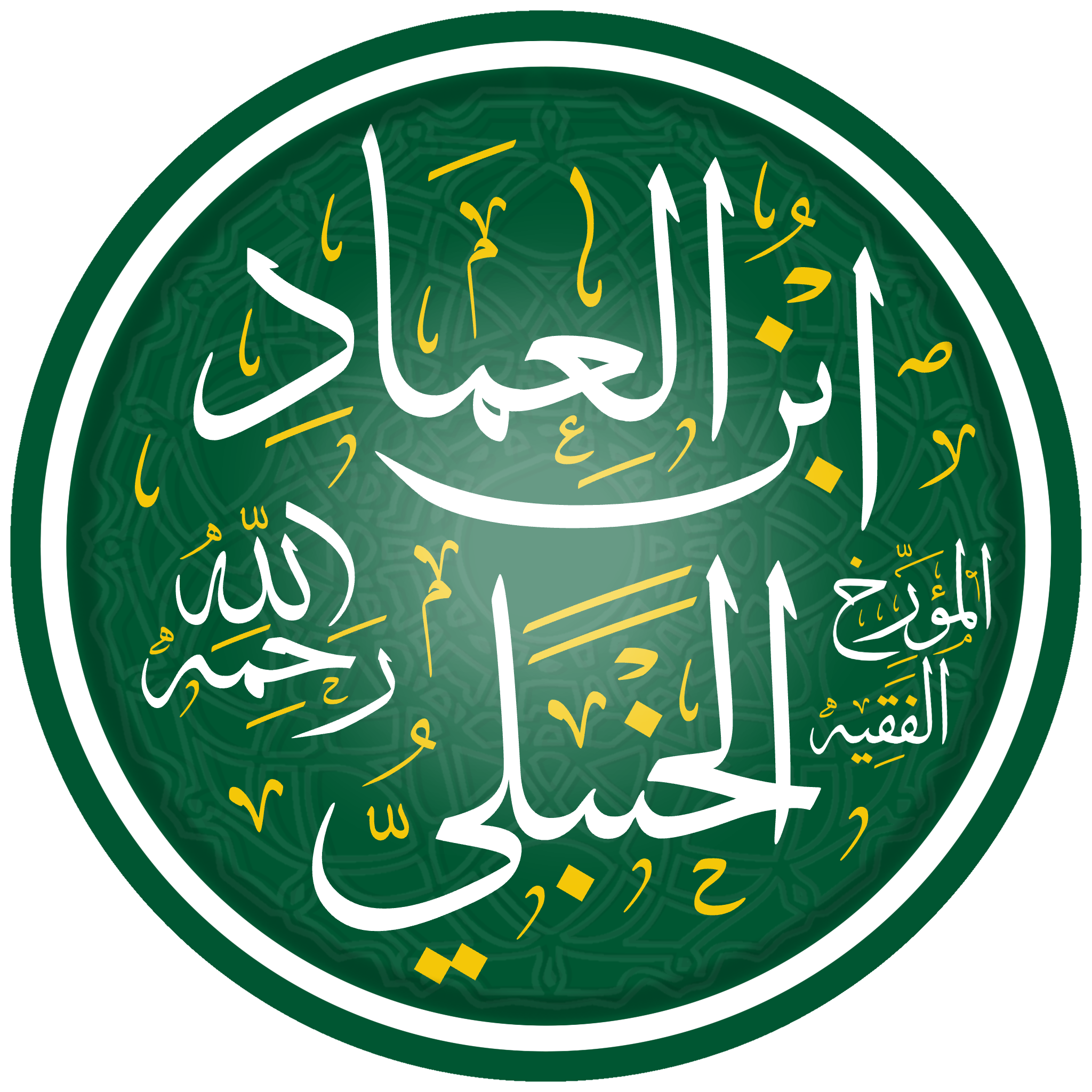
تخطيط اسم ابن العماد الحنبلي بخط الثلث

تتلمذ على ابن بلبان ناسٌ كثرٌ وقرأوا عليه في الفقه والحديث، وقال ابن كنَّان: «وما من عالم من العلماء الآن إلَّا وقرأ عليه، وأخذ عنه الأجلاء مسند الحديث، وقرأ عليه جماعة من مشاهير علماء الإسلام»، ومن تلامذته:
- محمد بن سليمان المغربي
- ابن الحائك الحنفي
- أبو المواهب الحنبلي
- عبد القادر بن عبد الهادي العمري الشافعي
- عبد القادر التغلبي
- حمزة الدومي
- أحمد الدومي
- ابن العماد الحنبلي
- محمد بن فضل الله المحبي
- إبراهيم بن عبد الرحمن الخياري المدني
- سعدي بن عبد الرحمن بن حمزة الحسيني
- عبد الرحمن بن ذهلان النجدي
- عثمان بن قائد

## مذهبه

### العقائدي
ألَّف ابن بلبان كتابًا في العقيدة وهو كتابه "قلائد العقيان في اختصار عقيدة ابن حمدان" وفيه اختصر كتاب نهاية المبتدئين في أصول الدين لابن حمدان وأصبح من أشهر كتب العقيدة عند الحنابلة المتأخرين، ويُعدُّ كتابه من كتب العقيدة الأثرية حيث وافق الأثريون في معظم المسائل الخلافية في الاعتقاد وأسماها ابن بدران في حاشيته: «العقيدة السلفية»، وبالرغم من ذلك فقد احتوى كتابه على بعض المخالفات لما عليه أحمد بن حنبل وأصحابه وشبيهٌ لما يقرِّره المتكلمون في عقائدهم من تفويض.

### الفقهي
لا خلاف بين المؤرخين على تمذهُب ابن بلبان للمذهب الحنبلي وتُرجم عند العديد من طبقات الحنابلة المتأخرين فله ترجمة في السحب الوابلة على ضرائح الحنابلة، وفي النعت الأكمل لأصحاب الإمام أحمد بن حنبل.

### الصوفي
كان ابن بلبان على الطريقة القادرية الصوفية ويتَّضح من ذلك وصف عبد الرحمن البعلي لابن بلبان بالقادري في شرحه، ويذكر الحموي أن الرؤساء كانوا يقصدون عنده للزيارة والتبرُّك، ولكن المحقق عبد الله محمد الكندري أنكر وقوع هذه الأمور وعدَّها من مبالغات الصوفية، ولعلى انتساب ابن بلبان إلى أحد الطرق الصوفية يرجع إلى تشجيع السلاطين والولاة لشيوخ الطرق الصوفية فلا يوجد عالم بدمشق في عهد العثمانيين إلا وقد انتسب إلى أحد الطرق الصوفية.

## حياته الشخصية

### أخلاقه
عُرف ابن بلبان بزهده وتواضعه وقال الحموي: «لم يكن في عصره بدمشق أزهد منه بالإجماع»، وكان كثيرًا ما يورد قول الحافظ أبو الحسن علي بن أحمد الزيدي: «اجعلوا النوافل كالفرائض والمعاصي كالكفر والشهوات كالسم ومخالطة الناس كالنار والغذاء كالدواء».

### معيشته
كان ابن بلبان يقسم يومه إلى أقسام وذكر المحبي أن أوقات ابن بلبان تنقسم إما لصلاة أو قراءة القرآن أو كتابة أو إقراء، وكان يأتي من بيته إلى المدرسة العمرية في الصباح فيجلس فيها.

### ذريته
يُكنَّى ابن بلبان بأبي عبد الله، ولا يُعرف شيئ عن ابنه عبد الله ويُذكر في وفاة ابن بلبان أن له ابنًا آخر اسمه عبد الرحمن وقد صلى عليه ووصفه محمد جميل الشطي بالشيخ ولكن عبد الرحمن أيضًا لا يُعرف عنه شيئًا.

## وفاته

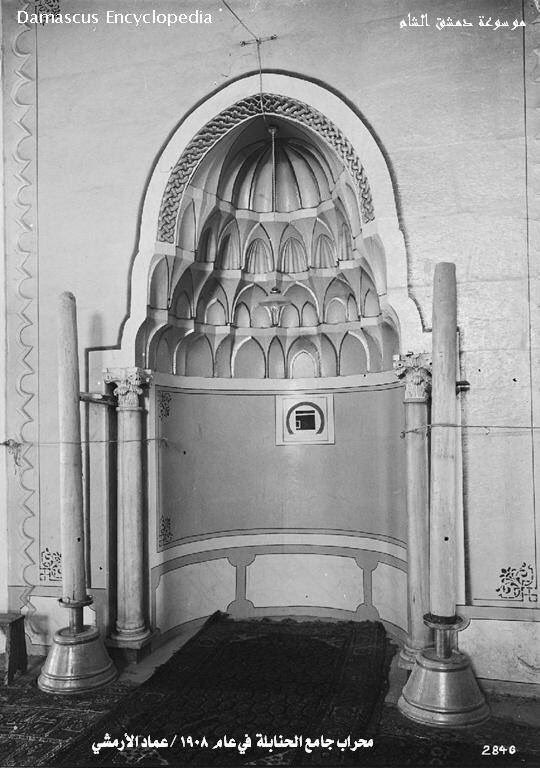
محراب جامع الحنابلة سنة 1908م

تُوفِي بدمشق في ليلة الخميس 9 رجب 1083هـ/30 أكتوبر (تشرين الأول) 1672م، وكانت جنازته حافلة جدًّا، وصلَّى عليه بجامع الحنابلة ولده عبد الرحمن بجمع عظيم من الناس، ودُفن بسفح جبل قاسيون في الطرف الشرقي بالقرب من الروضة.

## أقوال العلماء فيه
أجمع كل من ترجم لابن بلبان بوصفه بالعلم والاشتغال به ووصفه أيضًا بالزهادة والصلاح والعبادة، ومن الذين أثنوا عليه:
- قال محمد بن فضل الله المحبي (ت 1111هـ): «أتفق أهل عصرنا على تفضيله وتقديمه…وبالجملة؛ فقد كان بقية السلف، وبركة الخلف»[26]
- قال عبد الرحمن البعلي (ت 1192هـ): «الإمام والحبر العمدة العلام، فريد عصره وزمانه، ووحيد دهره وأوانه، شيخ الإسلام والمسلمين، وزين العلماء العاملين، عمدة أهل التحقيق وزبدة أهل التدقيق»[48]
- قال كمال الدين الغزي (ت 1214هـ): «الشيخ العلامة، المحقق الفهامة، الورع الزاهد، القدوة، العالم العامل، بقية السلف، خاتمة المسندين شيخ الإسلام»[39]
- قال محمد جميل الشطي (ت 1379هـ): «الشيخ العلامة المحقق الفهامة الورع الزاهد العالم العامل القدوة الحجة خاتمة المسندين بقية السلف الصالحين شيخ الإسلام أبو عبد الله شمس الدين أحد الأئمة الزهاد وأوحد العلماء الأفراد»[49]

## الملاحظات
1. ↑  نسبةً لمدينة بعلبك،[1] حيث ترجع أصوله إليها.[2]
2. ↑  نسبةً لمدينة دمشق، حيث مكان ولادته.
3. ↑  نسبةً لحي الصالحية بدمشق.[3]
4. ↑  نسبةً لقبيلة الخزرج القحطانية.
5. ↑  نسبةً لتمذهبه بفقه الإمام المُبجَّل أحمد بن حنبل.
6. ↑  يُعرف أيضًا بأسماء أخرى مثل:
  - ابن بلبان: ذُكر هكذا في كتاب الأعلام للزركلي.[2]
  - البلباني: اشتُهر بهذا الانتساب نسبةً لجده بلبان وذكر هذا الانتساب ابن حميد في كتابه السحب الوابلة على ضرائح الحنابلة.[4]
7. ↑  لم يذكر أحدٌ أن ابن بلبان له منسك للحج سوى المؤرخ الفقيه أحمد بن محمد المنقور ونصَّ على ذكره في كتابه جامع المناسك الثلاثة الحنبلية وقال في خاتمة الكتاب: «هو حاصل المناسك الثلاثة؛ منسك للشيخ منصور البهوتي وابن أخته محمد الخلوتي والشيخ محمد بن بلبان الخزرجي».[32]
8. ↑  حُدِّد التقويم الميلادي باستخدام محوِّل التاريخ في موقع التقويم الهجري الرسمي للمملكة العربية السُّعودية.

### فهرس المراجع
منشورات
1. ↑  الحموي (1977)، ج. 1، ص. 454.
2. 1 2 3  الزركلي (2002)، ج. 6، ص. 51.
3. ↑  الحموي (1977)، ج. 3، ص. 390.
4. ↑  ابن حميد (1996)، ج. 2، ص. 902.
5. 1 2  فريد بك (1981)، ص. 252.
6. ↑  طقوش (2013)، ص. 247.
7. ↑  طقوش (2013)، ص. 249.
8. ↑  رافق (1967)، ص. 185.
9. ↑  رافق (1967)، ص. 186.
10. ↑  ياغي (1998)، ص. 86.
11. ↑  وزارة الأوقاف (2011)، ص. 25.
12. 1 2  وزارة الأوقاف (2015)، ص. 182.
13. ↑  ابن بلبان (1998)، ص. 10.
14. ↑  ابن عثيمين (2001)، ص. 1567.
15. ↑  [أ] البعلي (2002)، ص. 33.
[ب] ابن بلبان (2017)، ص. 11.
16. 1 2 3 4 5  الحموي (2011)، ص. 221.
17. ↑  البعلي (1965)، ص. 4.
18. ↑  [أ] المحبي (1960)، ص. 401.
[ب] الصواف (2014)، ص. 559.
19. ↑  [أ] كحالة (1961)، ج. 9، ص. 100.
[ب] الغزي (1982)، ص. 231.
20. ↑  الصواف (2014)، ص. 27.
21. ↑  الصواف (2014)، ص. 120.
22. ↑  الصواف (2014)، ص. 121.
23. ↑  أبو المواهب (1990)، ص. 50.
24. 1 2  الحموي (2011)، ص. 222.
25. ↑  [أ] المحبي (1960)، ص. 401.
[ب] ابن بلبان (2017)، ص. 13.
26. 1 2 3 4  المحبي (1960)، ص. 402.
27. ↑  المحبي (1960)، ص. 401.
28. ↑  ابن بلبان (2017)، ص. 16–17.
29. ↑  ابن بلبان (2017)، ص. 19.
30. ↑  ابن بلبان (1996)، ص. 76.
31. ↑  ابن بلبان (2015)، ص. 28–29.
32. ↑  المنقور (1978)، ص. 150–151.
33. ↑  [أ] أبو المواهب (1990)، ص. 50.
[ب] الحموي (2011)، ص. 222.
[جـ] ابن بلبان (2017)، ص. 13.
34. ↑  ابن بلبان (1996)، ص. 81.
35. ↑  [أ] ابن بلبان (2017)، ص. 13–14.
[ب] ابن قائد (2021)، ج. 1، ص. 10.
36. 1 2  القدومي (2008)، ص. 94.
37. ↑  ابن بلبان (1996)، ص. 82.
38. ↑  ابن حميد (1996)، ج. 2، ص. 906.
39. 1 2 3  الغزي (1982)، ص. 231.
40. ↑  البعلي (2002)، ص. 34.
41. ↑  الصواف (2014)، ص. 49.
42. ↑  المحبي (1960)، ص. 401.
43. ↑  ابن بلبان (2017)، ص. 12.
44. ↑  الشطي (1986)، ص. 123.
45. ↑  [أ] الغزي (1982)، ص. 233.
[ب] الزركلي (2002)، ج. 6، ص. 51.
46. ↑  الغزي (1982)، ص. 233.
47. ↑  ابن بلبان (1998)، ص. 11.
48. ↑  البعلي (2002)، ص. 33–34.
49. ↑  الشطي (1986)، ص. 122.

صوتيات
1. ↑  عبد الله بن عبد الرحمٰن الجبرين. شرح أخصر المختصرات [1]: ترجمة مؤلف (أخصر المختصرات) وكتابه (Videotape). إسلام ويب. مؤرشف من الأصل في 2025-02-12.

### بيانات المراجع (مُرتَّبة حسب تاريخ النشر)
- محمد بن فضل الله المحبي (1960)، خلاصة الأثر في أعيان القرن الحادي عشر، بيروت: دار صادر، ج. 3، QID:Q132420761
- عمر رضا كحالة (1961)، معجم المؤلفين: تراجم مصنفي الكتب العربية (ط. 1)، دمشق: المكتبة العربية، مكتبة المثنى، دار إحياء التراث العربي، OCLC:4771170447، QID:Q113535201
- عبد الرحمن البعلي (1965)، كشف المخدرات والرياض المزهرات: شرح "أخصر المختصرات" في فقه إمام السنة أحمد بن حنبل الشيباني، القاهرة: المطبعة السلفية، OCLC:917405049، QID:Q133886719
- عبد الكريم رافق (1967)، بلاد الشام ومصر: من الفتح العثماني إلى حملة نابليون بونابرت (PDF) (ط. 1)، دمشق، QID:Q132190779{{استشهاد}}:  صيانة الاستشهاد: مكان بدون ناشر (link)
- ياقوت الحموي (1977)، معجم البلدان (ط. 1)، بيروت: دار صادر، OCLC:1014032934، QID:Q114913343
- أحمد بن محمد المنقور (1978)، جامع المناسك الثلاثة الحنبلية، تحقيق: زهير الشاويش (ط. 3)، بيروت: المكتب الإسلامي، OCLC:4770285097، QID:Q132716642
- محمد فريد (1981)، تاريخ الدولة العليَّة العُثمانيَّة، تحقيق: إحسان حقي (ط. 1)، بيروت: دار النفائس للطباعة والنشر والتوزيع، OCLC:6150666، QID:Q113541212
- كمال الدين الغزي (1982)، النعت الأكمل لأصحاب الإمام أحمد بن حنبل (من سنة 901 – 1207 هجرية): وعليه زيادات واستدراكات حتى نهاية القرن الرابع عشر الهجري، تحقيق: محمد مطيع الحافظ، نزار أباظة (ط. 1)، دمشق: دار الفكر، LCCN:85962679، OCLC:20294881، OL:2705772M، QID:Q132456962
- محمد جميل الشطي (1986)، مختصر طبقات الحنابلة، تحقيق: فواز أحمد الزمرلي (ط. 1)، بيروت: دار الكتاب العربي، OCLC:61618791، QID:Q132420787
- أبو المواهب الحنبلي (1990)، مشيخة أبي المواهب الحنبلي، تحقيق: محمد مطيع الحافظ (ط. 1)، دمشق، بيروت: دار الفكر، دار الفكر المعاصر، LCCN:90962828، OCLC:24069477، OL:2021305M، QID:Q132440296
- ابن بلبان الحنبلي (1996)، كتاب أخصر المختصرات: في الفقه على مذهب الإمام أحمد بن حنبل، تحقيق: محمد بن ناصر العجمي (ط. 1)، بيروت: دار البشائر الإسلامية، LCCN:96963279، OCLC:476352666، OL:53037179M، QID:Q131552453
- محمد بن عبد الله بن حميد (1996)، السحب الوابلة على ضرائح الحنابلة، تحقيق: عبد الرحمن العثيمين، بكر بن عبد الله أبو زيد (ط. 1)، بيروت: مؤسسة الرسالة، OCLC:34604668، OL:53036565M، QID:Q116984045
- ابن بلبان الحنبلي (1998)، مختصر الإفادات في رُبْع العبادات والآداب وزيادات، تحقيق: محمد بن ناصر العجمي (ط. 1)، بيروت: دار البشائر الإسلامية، LCCN:99897202، OCLC:41968193، OL:23569611M، QID:Q131552502
- إسماعيل أحمد ياغي (1998)، الدولة العُثمانيَّة في التاريخ الإسلامي الحديث (ط. 2)، الرياض: مكتبة العبيكان، OCLC:4770676997، QID:Q123648617
- صالح بن عبد العزيز آل عثيمين (2001)، تسهيل السابلة لمريد معرفة الحنابلة، تحقيق: بكر بن عبد الله أبو زيد (ط. 1)، بيروت: مؤسسة الرسالة، ج. 3، QID:Q132398856
- عبد الرحمن البعلي (2002)، كشف المخدرات والرياض المزهرات لشرح أخصر المختصرات، تحقيق: محمد بن ناصر العجمي (ط. 1)، بيروت: دار البشائر الإسلامية، ج. 1، QID:Q132528432
- خير الدين الزركلي (2002)، الأعلام: قاموس تراجم لأشهر الرجال والنساء من العرب والمستعربين والمستشرقين (ط. 15)، بيروت: دار العلم للملايين، OCLC:1127653771، QID:Q113504685
- عبد الله صوفان القدومي (2008)، المنهج الأحمد في درء المثالب التي تنمى لمذهب الإمام أحمد (ط. 1)، بيروت: دار الكتب العلمية، OCLC:1416339319، QID:Q132737771
- التسهيل في فقه العبادات على مذهب الإمام أحمد بن حنبل (ط. 1)، الكويت: وزارة الأوقاف والشؤون الإسلامية، 2011، QID:Q132324303
- مصطفى بن فتح الله الحموي (2011)، فوائد الارتحال ونتائج السفر في أخبار القرن الحادي عشر، تحقيق: عبد الله محمد الكندري (ط. 1)، بيروت: دار النوادر، OCLC:759989396، OL:44514451M، QID:Q132473411
- محمد سهيل طقوش (2013). تاريخ العُثمانيين من قيام الدولة إلى الانقلاب على الخلافة (ط. 3). بيروت: دار النفائس للطباعة والنشر والتوزيع. ISBN:978-9953-18-443-2. OCLC:1025663587. QID:Q107311111.
- محمد شريف عدنان الصواف (2014)، شام شريف: دور الفقهاء في المجتمع الدمشقي في العهد العثماني (ط. 1)، دمشق: دار أفنان، LCCN:2015353441، OCLC:889652110، OL:43310256M، QID:Q132459425
- ابن بلبان الحنبلي (2015). قلائد العِقْيان في اختصار عقيدة ابن حمدان. تحقيق: عبد الله بن محمد العبد الله (ط. 1). جدة: دار المنهاج. ISBN:978-9953-541-58-7. LCCN:2018347839. OCLC:1154004511. QID:Q131552558.
- المذاهب الفقهية الأربعة: أئمتها - أطوارها - أصولها - آثارها (ط. 1)، الكويت: وزارة الأوقاف والشؤون الإسلامية، 2015، QID:Q132326761
- ابن بلبان الحنبلي (2017). أخصر المختصرات. تحقيق: عبد العزيز بن عدنان العيدان، أنس بن عادل اليتامى (ط. 1). الكويت: دار ركائز. ISBN:978-603-8219-18-8. QID:Q131552409.
- عثمان بن قائد (2021)، هداية الراغب لشرح عمدة الطالب، تحقيق: أنس بن عادل اليتامى، عبد العزيز بن عدنان العيدان، الكويت: دار ركائز، QID:Q134522469